# III. Fülöp burgundi herceg
III. (Jó) Fülöp (franciául: Philippe le Bon) (Dijon, 1396. július 31. – Brugge, 1467. június 15.) Burgundia hercege 1419-től haláláig. Fülöp a Valois-ház egyik ágának tagja volt, közeli rokonságban állt a francia királyi családdal. Uralkodása alatt érte el a Burgundi Hercegség hatalma és tekintélye csúcsát, és Fülöp pártfogásának, valamint bőkezűségének hála udvarában virágoztak a művészetek. Az uralma alá tartozó területeken széles körű adminisztratív reformokat kezdeményezett és támogatta a flamand művészek, mint például Jan van Eyck munkáját. Külpolitikájában igyekezett Anglia és Franciaország között egyensúlyozni. Az angolokkal kötött szövetség egyik jelentősebb mozzanata volt, amikor Fülöp katonái elfogták Jeanne d’Arcot és átadták az angoloknak.

## Élete

Fülöp címere 1430 után

### Fiatalkora
Dijon városában született, I. Félelemnélküli János burgundi herceg és Hainaut-i Margit grófnő ötödik gyermekeként. 1405. január 28-án apja kinevezte a burgundi trón örökösének és ebből az alkalomból a Charolais grófja címet kapta. Feltehetően ezután, 1405. február 14-én jegyezték el Michelle de France hercegnővel (Párizs, 1395. január 11. – Gent, 1422. július 8.), VI. Károly francia király és Bajor Izabella lányával, akivel 1409 júniusában kötött házasságot Párizsban. A házasságból nem született gyermek.
1419-ben, apja halála után Fülöp örökölte annak címeit. Első felesége halála után újra nősült, 1424. november 30-án Moulins-les-Engelbert-ben vette el Bonne d'Artois-t, Artois Fülöp, Eu grófjának lányát és nagybátyjának, II. Fülöp nevers-i grófnak özvegyét. Fülöp feleségét időnként összekeverik nagynénjével, apja testvérével, akinek szintén Bonne volt a neve.
Második feleségének korai halála után csak 1430-ban nősült újra, felesége Izabella portugál hercegnő (1397 – 1471. december 17.), I. János portugál király lánya. A házasságból három fiúgyermek született:
- Antal (Brüsszel, 1430. szeptember 30. – Brüsszel, 1432. február 5.)
- József (1432. április 24. – 1432. május 6. után)
- Károly (1433–1477), Charolais grófja és Fülöp halála után örököse Merész Károly néven.

Fülöp törvényes feleségei mellett számos szeretőt tartott, akik közül összesen 11 ismert, tőlük 18 törvénytelen gyermeke született, közülük a legismertebb Antoine "le Grand" de Bourgogne (1421 – Château Tournehem, 1504. május 5.), Merész Károly udvarmestere és hadvezére, valamint Philippe de Bourgogne (1464 – Wijk bij Duurstede, 1524. április 7.), Flandria admirálisa, Geldern és Kortrijk kormányzója, végül Utrecht püspöke. Emellett Fülöpnek összesen 12 törvénytelen gyermeke ismert további szeretőitől.

## Uralkodása és külpolitikája

### Szövetség Angliával
Fülöp apja halála után kapta meg a Burgundia hercege, Flandria, Artois és Franche-Comté grófja címeket. Jánost 1419-ben gyilkolták meg és Fülöp a francia trónörököst, a későbbi VII. Károlyt gyanúsította a merénylettel, aki éppen Montereau-ban találkozott Jánossal, és tovább folytatta az Armagnac család elleni küzdelmét. 1420-ban Fülöp szövetséget kötött V. Henrik angol királlyal (troyes-i szerződés) és együtt bevonultak Párizsba. A burgundiak és az angolok közötti szövetséget tovább erősítette azzal, hogy 1423-ban Anna nővérét feleségül adta János bedfordi herceghez, VI. Henrik angol király gyámjához és régenséhez.
1430-ban a százéves háború küzdelmei során Fülöp katonái Compiègne közelében elfogták Jeanne d’Arcot, majd kiadták az angoloknak, akik máglyahalálra ítélték, mint boszorkányt. 1435-ben a Fülöp aláírta az arrasi egyezményt, amelyben átállt a francia trónörökös oldalára, elismerte VII. Károly francia trónigényét, és visszajuttatták Párizst a francia királynak. Fülöp döntését befolyásolhatta a franciák katonai fölénye, a Németalföldön való terjeszkedés célja (amely elvonta figyelmét a százéves háborútól) és vágya, hogy a francia királyság első hercegeként ismerjék. Azonban ez a szövetség is felbomlott, amikor 1439-ben Fülöp támogatta a francia nemes urak felkelését Károly ellen és udvarába fogadta a lázadó trónörököst, a későbbi XI. Lajost.

### A burgundi birtokok kiterjesztése

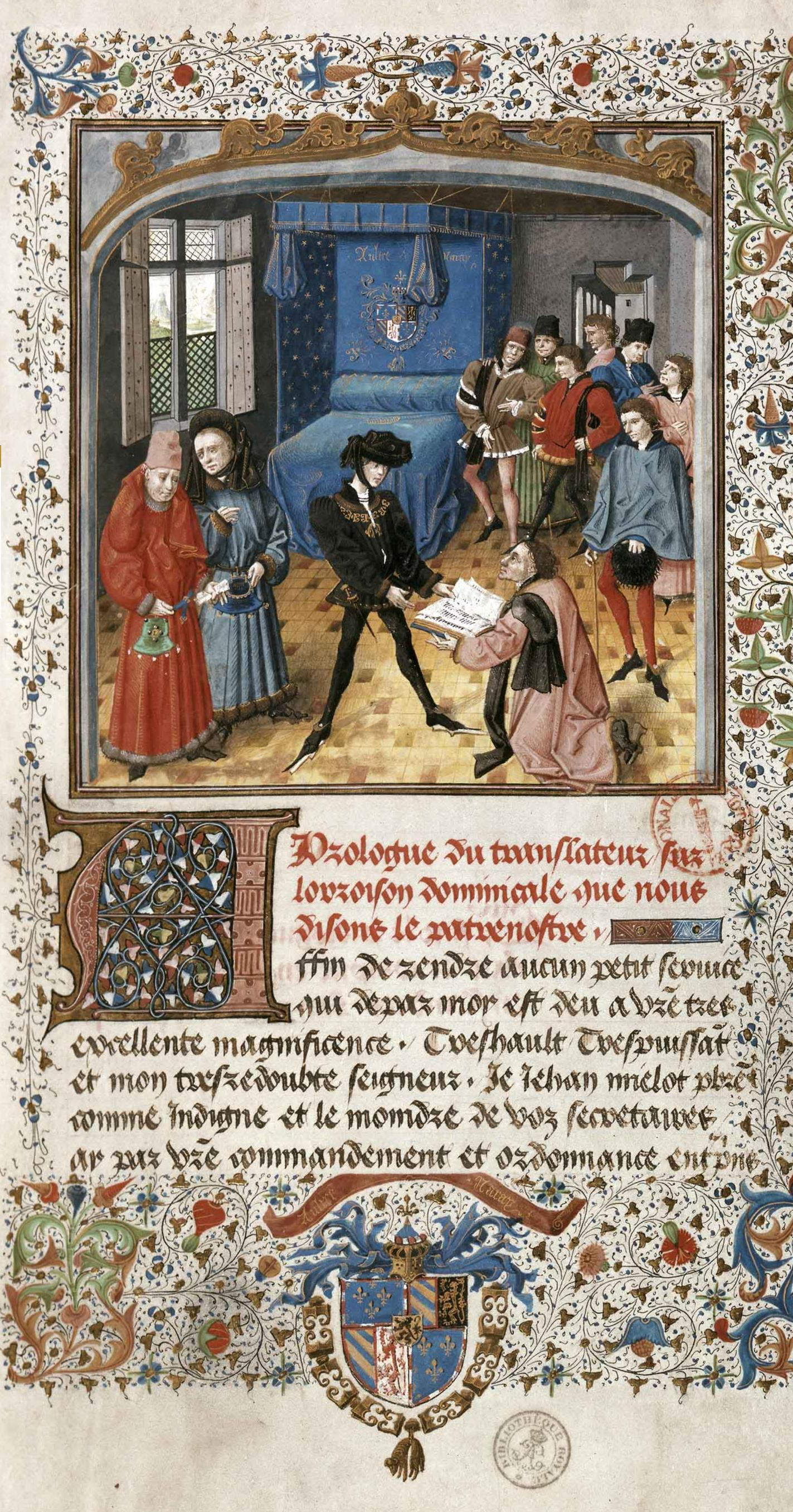
Jean Miélot scriptor átadja franciára fordított díszes művét a burgundi hercegnek

Az angolokkal kötött szövetség felbomlása után Fülöp már nem nagyon ártotta bele magát a százéves háború küzdelmeibe, hanem figyelmét a burgundi birtokok kiterjesztésére fordította, elsődleges célpontjai a németalföldi grófságok és hercegségek voltak. 1429-ben megszerezte a Namuri Őrgrófságot, amelyet III. János namuri őrgróftól vett meg. 1432-ben megszerezte Hainaut, Holland, Zeeland és Frízia grófságokat, miután legyőzte Jacqueline hainaut-i grófnőt, Gloucester grófjának feleségét. 1430-ban unokatestvére, Saint-Pol Fülöp halála után örökölte Brabant és Limburg hercegségeket és az Antwerpeni Őrgrófságot. 1443-ban megvásárolta Luxemburg nagyhercegségét Erzsébet bohémiai hercegnőtől.
A területi terjeszkedés után nekilátott a burgundi uralom alá tartozó területek összefogásának és közigazgatásuk megszervezésének. 1463-ban visszaadott XI. Lajosnak néhány, a százéves háborúban elfoglalt francia területet és ebben az évben összehívta a burgundi hercegség első nemzetgyűlését. A gyűlés összehívásának célja éppen egy, a francia király ellen viselt háborúhoz szükséges kölcsön megszavazása volt, illetve elfogadtatta fia, Károly utódlását.

### Udvari élet

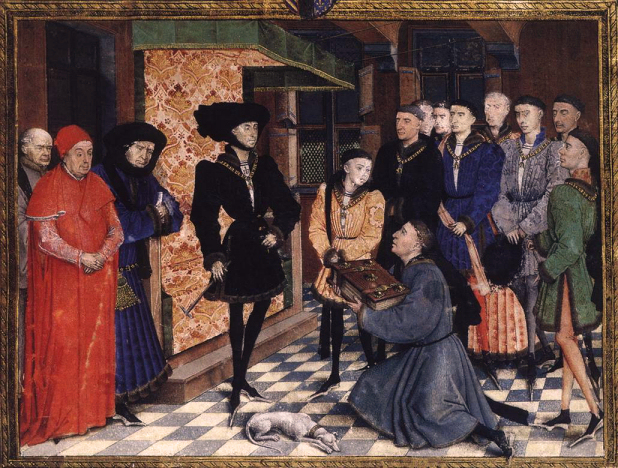
Rogier van der Weyden miniatűrája 1447/8-ból. Fülöp és fia, Merész Károly a burgundi udvarban

Fülöp korabeli szemmel nézve is extravagáns udvart gyűjtött maga köré. A burgundi területeken és Németalföldön egyre jobban erőre kapó polgárosodási folyamattal szemben udvara a középkori lovagi világ egyik utolsó bástyája volt. 1422-ben nem fogadta el az angol Térdszalagrend kitüntetését, mivel azt árulásnak tartotta névleges hűbérura, a francia király ellen, de 1430-ban létrehozta saját kitüntetését, az Aranygyapjas rendet. A hercegségnek nem volt állandó székhelye, udvarát folyamatosan költöztette számos palotája között, a legtöbb időt Brüsszelben, Brugge-ben és Lille-ben töltötte. Rendszeresen rendezett nagy lakomákat és ünnepségeket, valamint lovagjai számára lovagi tornákat. 1444 és 1446 között a becslések szerint Burgundia összes adóbevételeinek 2%-át költötte el egyetlen itáliai selyemkereskedőnél, Giovanni di Arrigo Arnolfininél. 1454-ben, Konstantinápoly eleste után egy évvel keresztes hadjáratot tervezett indítani az Oszmán Birodalom ellen, de végül ebből a tervből semmi nem lett.
Udvarát a kortársak Európa legnagyszerűbb és legfényűzőbb udvarának tartották, vezető szerepe volt a korabeli ízlés és divatirányzatok kialakításában. Ez jelentősen segítette a burgundi kézműveseket és a luxuscikkek előállítóit, akikhez Európa minden részéről özönlöttek a megrendelések. Az egyik példa erre, hogy a miniatúrákkal illusztrált kéziratok és kódexek beszerzői az angol és francia beszállítóktól egyre inkább a holland mesterekhez fordultak, amit Fülöp is elősegített, hiszen uralkodása alatt több, mint 600 kötettel gyarapította könyvtárát.
Más művészeti ágakat is támogatott, hiszen számos nagy faliszőnyeget (amelyeket előnyben részesített a festményekkel szemben), aranytárgyakat és ékszereket rendelt. Uralkodása alatt a burgundi udvari zenekar volt kora legjobbja, a 15. század leghíresebb énekesei, zenészei és zeneszerzői mind udvarában gyülekeztek.

## Leszármazása
| Jó Fülöp | Apja: I. János burgundi herceg        | Apai nagyapja: II. Fülöp burgundi herceg   | Apai nagyapai dédapja: II. János francia király       |
| Jó Fülöp | Apja: I. János burgundi herceg        | Apai nagyapja: II. Fülöp burgundi herceg   | Apai nagyapai dédanyja: Luxemburgi Bona               |
| Jó Fülöp | Apja: I. János burgundi herceg        | Apai nagyanyja: III. Margit flamand grófnő | Apai nagyanyai dédapja: II. Lajos flamand gróf        |
| Jó Fülöp | Apja: I. János burgundi herceg        | Apai nagyanyja: III. Margit flamand grófnő | Apai nagyanyai dédanyja: Brabanti Margit              |
| Jó Fülöp | Anyja: Bajor Margit burgundi hercegné | Anyai nagyapja: I. Albert bajor herceg     | Anyai nagyapai dédapja: IV. Lajos német-római császár |
| Jó Fülöp | Anyja: Bajor Margit burgundi hercegné | Anyai nagyapja: I. Albert bajor herceg     | Anyai nagyapai dédanyja: II. Margit hainaut-i grófnő  |
| Jó Fülöp | Anyja: Bajor Margit burgundi hercegné | Anyai nagyanyja: Briegi Margit             | Anyai nagyanyai dédapja: Louis I of Liegnitz-Brieg    |
| Jó Fülöp | Anyja: Bajor Margit burgundi hercegné | Anyai nagyanyja: Briegi Margit             | Anyai nagyanyai dédanyja: Agnes of Glogau             |

## Címei és címerei
- 1405. január 28 –1431. január, 1432. február 5–1432. április, 1432. augusztus–1432. november: Charolais grófja mint II. Fülöp
- 1419. szeptember 10–1467. július 15.: Burgundia hercege mint III. Fülöp
- 1419. szeptember 10–1467. július 15.: Artois grófja mint V. Fülöp
- 1419. szeptember 10–1467. július 15.: Burgundia palotagrófja mint V. Fülöp
- 1419. szeptember 10–1467. július 15.: Flandria grófja mint III. Fülöp
- 1429. március 1.–1467. július 15.: Namuri őrgróf mint IV. Fülöp
- 1430. augusztus 4.–1467. július 15.: Brabanti herceg mint II. Fülöp
- 1430. augusztus 4.–1467. július 15.: Lotaringia hercege mint II. Fülöp
- 1430. augusztus 4.–1467. július 15.: Limburg hercege mint II. Fülöp
- 1432. április–1467. július 15.: Hainaut grófja mint I. Fülöp
- 1432. április–1467. július 15.: Holland grófja mint I. Fülöp
- 1432. április–1467. július 15.: Zeeland grófja mint I. Fülöp
- 1443–1467. július 15.: Luxemburg hercege mint I. Fülöp

## Kapcsolódó szócikk
- Madame d’Or